# Al-Tahaddy Sports Club
L'Al-Tahaddy Sports Club (in arabo نادي التحدي الرياضي‎?) è una società calcistica libica con sede a Bengasi.
Fondato nel 1954 il club gioca le gare casalinghe allo Stadio 28 marzo.
Nel suo palmarès figurante vittorie di quattro Campionati nazionali e una supercoppa libica. A livello internazionale, invece, la compagine bianconera vanta due partecipazioni alla CAF Champions League e una alla Coppa CAF.

## Palmarès
- Campionato libico: 4

1968, 1977, 1997, 2017
- Supercoppa di Libia: 1

1997